# Rua Sete de Abril
A Rua Sete de Abril localiza-se na República, área central da cidade de São Paulo. Tem início na Rua Coronel Xavier de Toledo e término na Avenida Ipiranga, em frente à Praça da República.

## História
A rua tem registros de origem entre os anos de 1786 e 1798. Nessa época, era governador da Capitania de São Paulo o Capitão General Bernardo José de Lorena, o quinto Conde de Sarzedas.
Ele coordenou a reconstrução de uma pequena ponte sobre o ribeirão Anhangabaú que ganhou o nome de Ponte do Lorena. Em frente à ponte foi aberta uma rua que foi chamada de rua Nova da Ponte do Lorena.
Anos depois a população da cidade já a chamava de rua da Palha, provavelmente numa referência à cobertura das casas existentes nela feitas de sapé ou palha, técnica muito comum em áreas rurais, pois nos primeiros anos do século XIX na rua haviam casas humildes e casebres habitados por pessoas muito pobres e, após 1828, por estudantes da Faculdade de Direito.

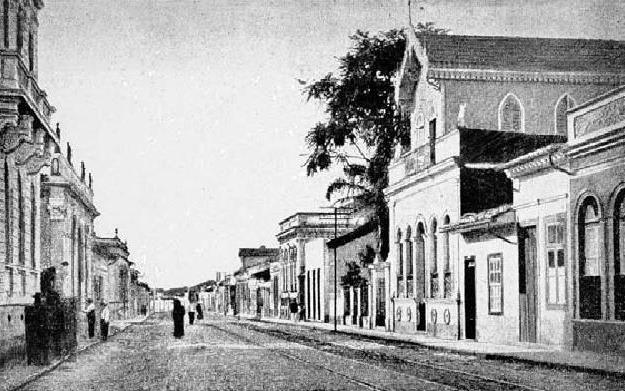
Aspecto da rua Sete de Abril (c.1895)

O nome Sete de Abril foi sugerido pela primeira vez em 1831 pelo vereador Cândido Gonçalves Gomide referindo-se à abdicação de Dom Pedro I ao trono brasileiro. Porém, ele sugeriu que este nome fosse aplicado à antiga rua do Rosário, hoje Quinze de Novembro, mas como a alteração não foi aceita o nome foi dado à Ponte do Lorena, porém acabou sendo esquecido pela população em geral.
Em 1865, por proposta do vereador Malaquias Rogério de Salles Guerra, a Câmara Municipal de São Paulo aprovou o nome de Largo Sete de Abril para a atual Praça da República. Por isso, no ano de 1873 o vereador Alves Pereira sugeriu a mudança do nome da Rua da Palha para Rua Sete de Abril, pelo fato dela seguir em direção para o largo de mesmo nome, o que foi aprovado, sendo a denominação oficializada pelo Ato nº 972 de 24 de agosto de 1916.
Foi na rua Sete de Abril, dentro da Sede dos Diários Associados, a primeira sede do MASP. Neste mesmo edifício foi emitida a primeira transmissão de uma emissora de TV na América Latina (TV Tupi) em 1950.

## Edifícios

### Edifício Sete de Abril

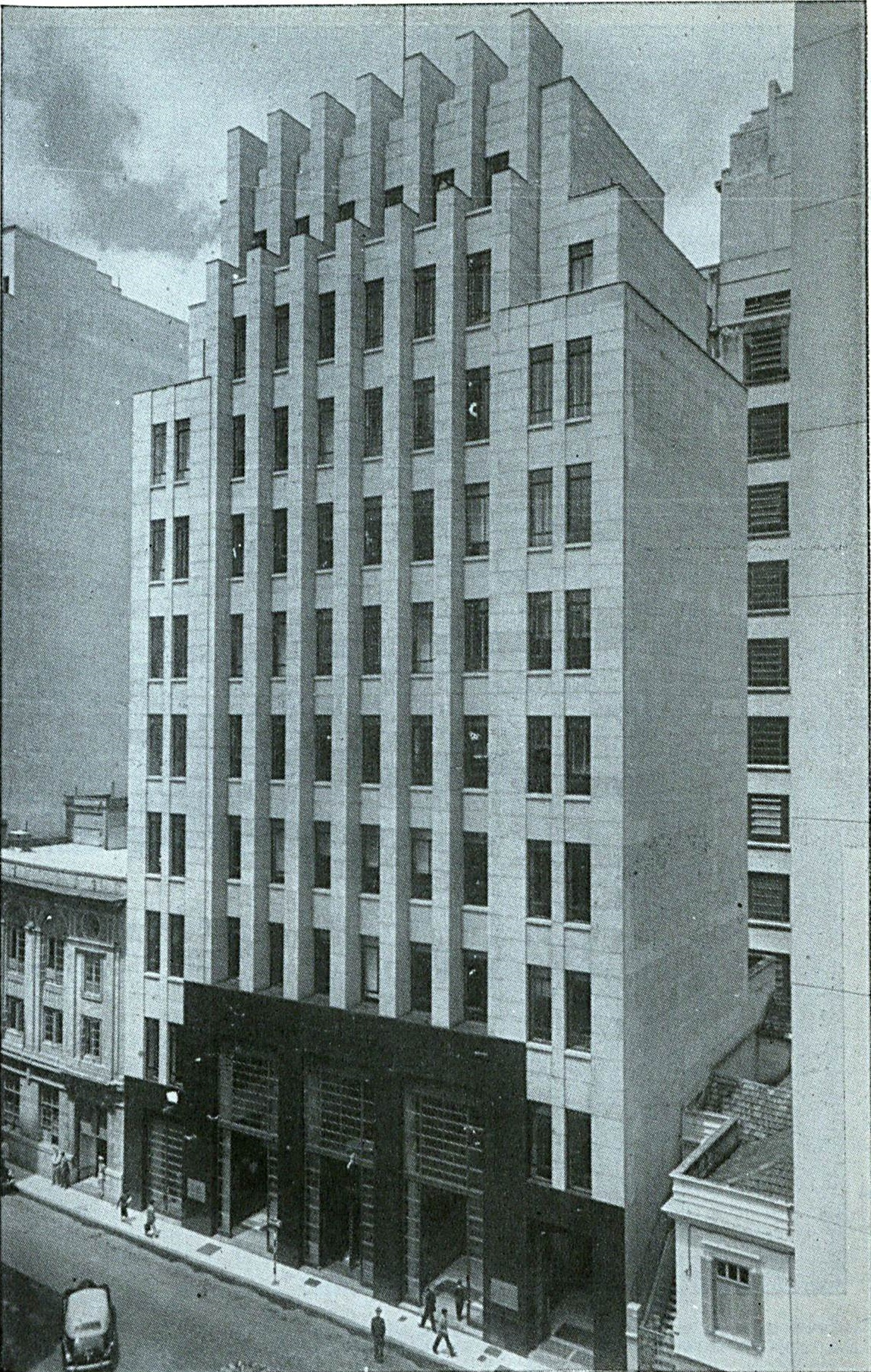
Fachada do Edifício Sete de Abril (c.1939).

Na rua está localizado o Complexo Sete de Abril, que faz parte da história das telecomunicações no país e da memória do paulistano. O complexo é formado pelos prédios nº 295 (com duas testadas, sendo a outra na rua Basílio da Gama nº 177), e nº 309 (também com duas testadas, sendo a outra na rua Basílio da Gama nº 165).
O primeiro, mais antigo, foi inaugurado em 1916 para servir de central telefônica. Já o segundo, chamado Edifício Sete de Abril, teve a sua construção iniciada no ano de 1937 e foi inaugurado em 24 de setembro de 1938 para ser a sede administrativa da CTB na cidade de São Paulo.
O Edifício Sete de Abril, imóvel de estilo art déco, foi projetado por Ramos de Azevedo em parceria com Severo & Villares, no maior e mais longevo escritório de arquitetura do Brasil, o consagrado Escritório Técnico Ramos de Azevedo.
O complexo foi a sede da Diretoria de Operação São Paulo (DOSP) da Companhia Telefônica Brasileira (CTB), e depois continuou sendo utilizado pela Telecomunicações de São Paulo (TELESP) e pela Telefônica/Vivo como centro de atendimento aos assinantes, sendo fechado em 2010.
A fachada do Edifício Sete de Abril, foi tombada pelo CONPRESP (Conselho Municipal de Preservação do Patrimônio Histórico, Cultural e Ambiental da Cidade de São Paulo) através da Resolução nº 37/1992.
O complexo é o segundo na cidade de São Paulo a receber o alvará para realizar um retrofit dentro das normas da lei do programa Requalifica Centro. O empreendimento será reinaugurado com o nome de "Basílio 177", como um condomínio de apartamentos com uma galeria aberta de lojas e restaurantes, com acesso pelas ruas Sete de Abril e Basílio da Gama.